# Hansi Voigt

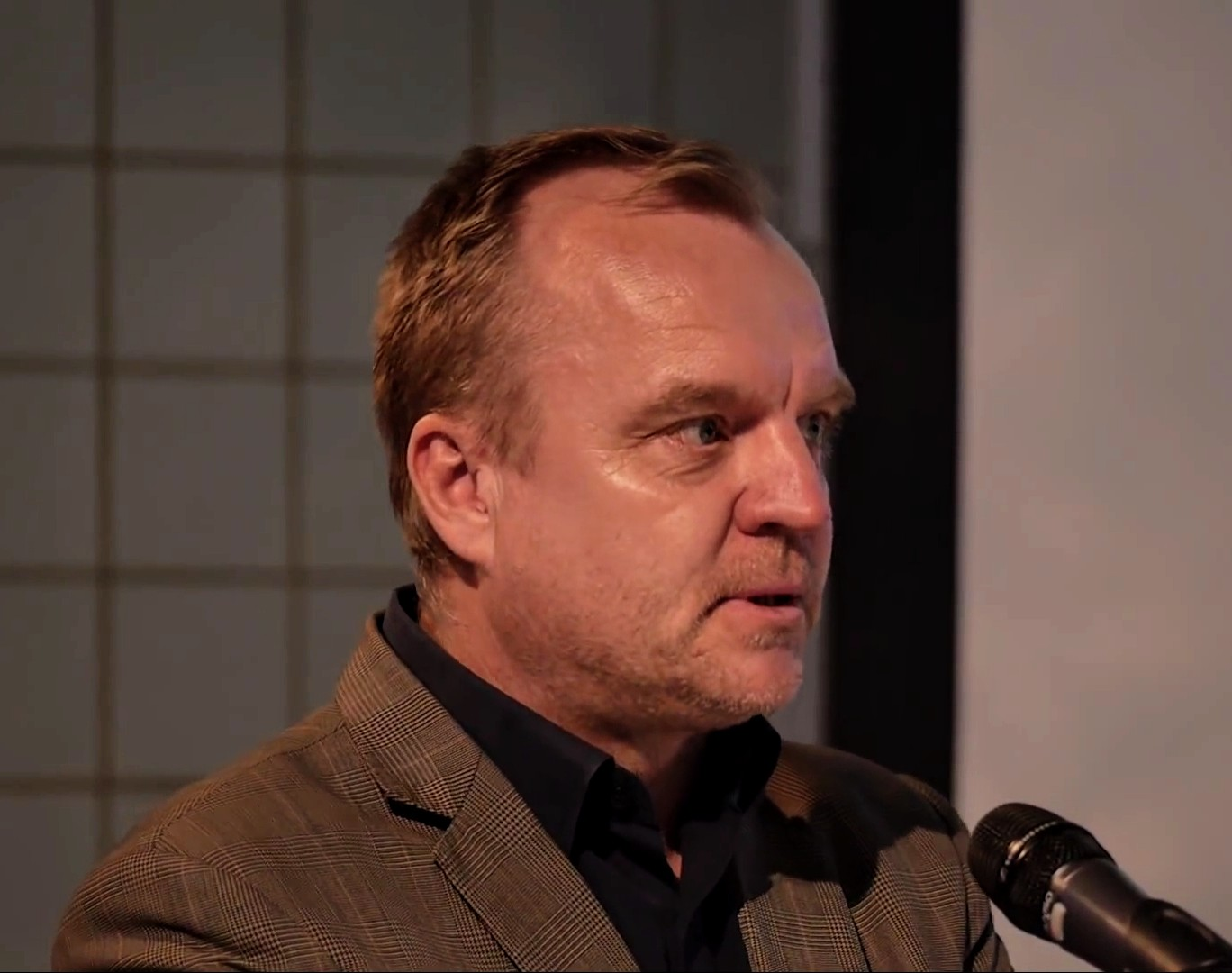
Hansi Voigt (2014)

Hans-Jürgen „Hansi“ Voigt (* 1963) ist ein in der Schweiz tätiger deutscher Journalist und Unternehmer.

## Werdegang
Voigt studierte Geschichte an der Universität Zürich. Er begann als Textchef beim Beobachter und als stellvertretender Chefredaktor beim Cash-Magazin. Von 2007 bis 2012 war Voigt Chefredaktor der Online-Redaktion von 20 Minuten. Mit der Zusammenlegung der Online- und Print-Redaktionen von 20 Minuten verliess Voigt den Verlag Tamedia und gründete mit seinen früheren Redaktionskollegen das Online-Newsportal watson.ch, das im Januar 2014 online ging. Im April 2016 verliess Voigt watson.ch, weil sich der Verwaltungsrat der AZ Medien und er nicht auf «eine neue Führungsstruktur für die nächste Phase» einigen konnten.
Voigts ist unter anderem seit 2022 Präsident des Vereins «Netzcourage», der sich gegen Hass im Internet einsetzt.

## Auszeichnungen
- 2006: Zürcher Journalistenpreis
- 2012: Chefredaktor des Jahres. Verliehen vom Branchenmagazin Schweizer Journalist.
- 2014: Chefredaktor des Jahres. Verliehen vom Branchenmagazin Schweizer Journalist.